# Давид Медов
Давид Медов (англ. David Medoff) (22 січня 1888, м. Єлисаветград, Єлисаветградський повіт, Херсонська губернія, Російська імперія — 28 серпня 1978 м. Нью-Йорк, США) — американо-єврейський театральний актор, співак (тенор) та куплетист.

## Біографія
Давид Медов народився 22 січня 1888 року в Єлисаветграді (нині Кропивницький, Україна) у єврейській родині. В 1900 році родина переїхала до Кременчука, де хлопчик розпочав свою творчу біографію у синагогальному хорі під керівництвом кантора Аврамеле Аренштейна. Пізніше батько Давида отримав посаду управляючого пунктом заготівлі деревини у Бобруйську, де у 1907 році і розпочалась театральна кар'єра юнака. Тут він долучився до роботи української театральної трупи. До початку Першої світової війни виступав у складі українських труп Суходольського, Гайдамаки-Вертепова, Мещерського та ін. В цей період взяв шлюб з Раїсою Соловйовою. Акторська родина багато гастролювала Російською імперією та світом. Під час гастролів у Японії 1915 році (у розпал Першої світової війни) подружжя емігрувало до США.
Американський дебют Медова відбувся у 1915 році в Чикаго на сцені Імперського театру Йозефа Кеслера та Сари Адлер в оперетті А. Гольдфадена «Шуламис» та «Бар-Кохба». У 1916 році Давид Медов уклав контракт з Нью-Йоркським національним театром Бориса Томашевського, де став солістом оперетти І. Румшинського «Зламана скрипка»(арія з неї «Іх бренг айх а грус фин дер хейм» стала «візитівкою» актора). На початку 20-х років працював у російсько-українському театрі «Бублички».
12 грудня 1930 року на сцені єврейського театру «Кунст» в Бронксі Медов зіграв у перекладеній на їдиш п'єсі І. Котляревського «Наталка-Полтавка». У цей же період підписав контракти з фірмами грамзапису Columbia, Victor, Brunswick.Репертуар співака склали переважно єврейські, українські та російські народні пісні та міські романси, серед них всім відомі хіти — «Гей, нумо, хлопці, до зброї», «Пусти мене, мамо», «У сусіда хата біла», «Шар голубой», «Гимн свободной России», «Яблочко», «Варшавянка», «Маруся отравилась», «Fin Wiegel Biss in Keiwer», «In Shtedtele Nikolayev» та ін.
Давид Медов був одним з керівників союзу єврейських акторів США.
Помер у серпні 1978 року у Квінсі, Нью-Йорк, США. Похований на єврейському кладовищі «Гора Хеврон».